# هیوستن (میسیسیپی)
هیوستن (به انگلیسی: Houston) شهری در ایالت میسیسیپی کشور ایالات متحده آمریکا است که جمعیت آن در سرشماری سال ۲۰۱۰ میلادی، ۳٬۶۲۳
نفر بوده‌است.